# Крушвари
Крушвари (итал. Crusvari) је насељено место у Истарској жупанији, Република Хрватска. Административно је у саставу Града Бузета.

## Становништво
Према задњем попису становништва из 2001. године у насељу Крушвари живело је 80 становника који су живели у 23 породична домаћинства.
Кретање броја становника по пописима 1857—2001.
| година пописа  | 1857. | 1869. | 1880. | 1890. | 1900. | 1910. | 1921. | 1931. | 1948. | 1953. | 1961. | 1971. | 1981. | 1991. | 2001. |
| бр. становника | 124   | 134   | 150   | 158   | 204   | 170   | 0     | 0     | 176   | 163   | 119   | 97    | 94    | 81    | 80    |

Напомена:У 1921. и 1931. подаци су садржани у насељу Рачице.